# Етиго (равнина)
Етиго (на японски: 越後平野 Етиго-хейя) e равнина в Япония, разположена в северозападната част на остров Хоншу. Простира се на 150 km от североизток на югозапад между брега на Японско море на северозапад, хребета Етиго на югоизток и планината Ииде на изток. Ширината ѝ е до 35 km. Изградена е основно от речните алувиални наслаги на реките Синано, Агано и Аракава и морски седименти. Годишната сума на валежите варира от 1500 до 2000 mm. През зимата се покрива с дебела снежна покривка. В района на град Ниигата се експлоатират нефтени и газови находища. Земеделски е почти на 100% усвоена като се отглеждат основно ориз, плодове и зеленчуци. През 1964 г. равнината Етиго е подложена на катастрофално земетресение. Тя е гъсто заселена, като най-големите селища са градовете Ниигата и Нагаока.